# Таміка гірська
Та́міка гірська (Cisticola hunteri) — вид горобцеподібних птахів родини тамікових (Cisticolidae). Мешкає в Кенії, Танзанії і Уганді.

## Поширення і екологія
Гірські таміки живуть у високогірних тропічних лісах і чагарникових заростях на висоті від 1600 до 4400 м над рівнем моря. Харчуються комахами. Для них характерний спів дуетом.